# Говинда (актёр)
Говинда (полное имя — Говинда Арун Ахуджа, род. 21 декабря 1963 года, Вирар, Махараштра, Индия) — индийский актёр и продюсер. Дебютировал в 1986 году в фильме «Вина». Снялся более чем в ста фильмах. 12 раз номинировался на Filmfare Awards и получил статуэтку «леди в чёрном» два раза.
Носит прозвище «Номер 1», так как снялся в 6 фильмах, содержащих «№ 1» в названии: «Носильщик № 1», «Герой № 1», «Здравствуйте, я ваша тётушка» (Aunty No. 1), «Неудачник № 1», «Любимая невестка» (Beti No. 1) и «Славная парочка» (Jodi No.1).
Является членом Индийского национального конгресса.

## Биография
Говинда родился 21 декабря 1963 года маленьком городке Вирар в предместьях Бомбея в семье среднего класса. Его отец Арун Кумар Ахуджа — продюсер, мать — певица Нирмала Деви, брат — продюсер, режиссёр и актёр Кирти Кумар, сестра — певица и писатель Камини Кханна. Говинда — младший из шести детей. Его прозвище «Чи-чи» на панджаби означает «мизинец».
Жену Говинды зовут Сунита. Они поженились 11 марта 1987 года, но почти четыре года держали брак в тайне. У пары двое детей — дочь Нармада и сын Яшвардхан.

## Награды и премии
Двукратный обладатель Zee Cine Award лучшему актёру в комедийной роли за фильмы «Напарники» (1999) и «Парни не промах» (2000).
Был номинирован 5 раз на Filmfare Award за лучшую мужскую роль за роли в фильмах: «Афера» (1994), «Носильщик № 1» (1996), «Превратности судьбы» (1997), «Муки любви» (1998) и «Напарники» (1999) и 4 раза — за лучшее исполнение комедийной роли в фильмах «Холостяк» (2000), «Славная парочка» (2001), «Опасная сделка» (2001) и «Свадебный переполох» (2002). Обладатель двух наград Filmfare Awards: в номинации лучшая комическая роль за фильм «Парни не промах» и специальной награды за роль в фильме «Превратности судьбы».
Говинда также получил несколько различных наград за роль в фильме «Партнёр» (2007).

## Фильмография
- 1986 — Вина
- 1986 — Tan-Badan
- 1986 — Будь счастлива
- 1986 — Любовь 86
- 1987 — Dadagiri
- 1987 — Люби и верь
- 1987 — Моя кровь
- 1987 — Синдур
- 1987 — До последнего вздоха
- 1987 — Эгоист
- 1988 — Три друга
- 1988 — Для чужих Рам, для своих Шьям
- 1988 — Shiv Shakti
- 1988 — Pyaar Mohabbat
- 1988 — Дар любви
- 1988 — Halaal Ki Kamai
- 1988 — Обычная история
- 1988 — Убийство
- 1988 — Щедрый
- 1989 — Taqdeer Ka Tamasha
- 1989 — Сильнее дьявола
- 1989 — Сила закона
- 1989 — Семейная обитель
- 1989 — Звон твоих браслетов
- 1989 — Выше небес
- 1989 — Paap Ka Ant
- 1989 — Джентльмен
- 1989 — Одиночество
- 1989 — Падишах Биллу
- 1989 — Последняя игра
- 1989 — Вне закона
- 1989 — По зову долга
- 1989 — Двое заключенных
- 1989 — Друг бедных
- 1990 — Уважаемый
- 1990 — Скитания
- 1990 — Расплата за оскорбление
- 1990 — Преступник
- 1990 — Naya Khoon
- 1990 — Kali Ganga
- 1990 — Raeeszada
- 1990 — Рай
- 1990 — Великая битва
- 1991 — Невестка
- 1991 — Уплатить долг совести
- 1991 — Добрые друзья
- 1992 — Союз с Радхой
- 1992 — Zulm Ki Hukumat
- 1992 — Жизнь прекрасна
- 1992 — Роса и пламя
- 1993 — Любовь побеждает
- 1993 — Zakhmo Ka Hisaab
- 1993 — Афера
- 1993 — Истинная женщина
- 1993 — Роковое видение
- 1994 — Счастливый человек
- 1994 — Король и королева
- 1994 — Верить в себя
- 1994 — Beta Ho To Aisa
- 1994 — Брахма
- 1994 — Испепеляющая страсть
- 1994 — Любовная сила
- 1994 — Любимый
- 1994 — Раджа Бабу
- 1995 — Битва
- 1995 — Наручники
- 1995 — Носильщик № 1
- 1995 — Танцоры рока
- 1995 — Авантюрист
- 1995 — Судьба (Kismat)
- 1996 — Громила
- 1996 — Обманщик
- 1997 — Господин из Бенареса
- 1997 — Герой №1
- 1997 — Судьба (Naseeb)
- 1997 — Огненный круг
- 1997 — Муки любви
- 1997 — Железный
- 1998 — Здравствуйте, я ваша тетушка!
- 1998 — Неожиданность
- 1998 — Раджа жених
- 1998 — Махараджа
- 1998 — Напарники
- 1998 — Женись по любви
- 1999 — Неудачник №1
- 1999 — Милый лжец
- 1999 — Парни не промах
- 1999 — Я без ума от тебя
- 2000 — Развод по-индийски
- 2000 — Сводник
- 2000 — Холостяк
- 2000 — Кровожадный
- 2000 — Радужные надежды
- 2000 — Любимая невестка
- 2001 — Память сердца
- 2001 — Славная парочка
- 2001 — Остров любви
- 2001 — Опасная сделка
- 2001 — Ох, уж эти жены
- 2002 — Эта сумасшедшая любовь
- 2002 — Свадебный переполох
- 2002 — Неожиданный поворот
- 2002 — Навязчивый поклонник
- 2003 — Парни не промах
- 2003 — Братец Раджа
- 2004 — Рамба, Радха, Рани
- 2005 — Мы будем любить
- 2005 — Счастье
- 2006 — Двойняшки непоседы
- 2006 — В бегах
- 2007 — Здравствуй, любовь!
- 2007 — Партнёр
- 2008 — Деньги решают всё!
- 2009 — Пути-дороги
- 2009 — Спутник жизни
- 2009 — Не беспокоить
- 2010 — Злодей
- 2011 — Сорокалетний девственник
- 2011 — Краденные деньги
- 2013 — Безумие любви
- 2014 — Солдат всегда на службе
- 2014 — Прямо в сердце
- 2014 — Счастливый финал